# Kronika Kościoła Katolickiego na Litwie
Kronika Kościoła Katolickiego na Litwie – litewskie pismo wydawane poza zasięgiem cenzury w latach 1972-1989, poświęcone życiu Kościoła w czasach Związku Radzieckiego, w tym w szczególności jego prześladowaniom przez władze sowieckie.

## Historia
Pismo ukazywało się od marca 1972 (pierwszy numer z datą 19 marca 1972) do marca 1989. Łącznie ukazało się 81 numerów, wydawanych w formie powielanego maszynopisu, o objętości 70-80 stron, z częstotliwością średnio raz na dwa-trzy miesiące. W lapidarnej formie dokumentowało przypadki naruszania wolności sumienia i wyznania, publikowało relacje z procesów sądowych, relacjonowało antykościelną politykę oświatową. Ponadto prezentowało ważniejsze wydarzenia diecezjalne. Tekstom informacyjnym towarzyszył komentarz redaktora naczelnego.
Pierwszym redaktorem naczelnym był ks. Sigitas Tamkevičius (numery 1-57), a po jego aresztowaniu w 1983 - ks. Jonas Boruta (numery 58-81). Pismo działało dzięki zaangażowaniu wielu współpracowników - księży, sióstr zakonnych i świeckich, którzy zbierali relacje, zajmowali się powielaniem i kolportażem biuletynu. Do ważniejszych z nich należeli ks. Juozas Zdebskis, ks. Alfonsas Svarinskas, s. Gerarda Elena Šuliauskaitė,
Pismo przemycano, a następnie rozpowszechniano w Europie Zachodniej. Numer 59 ukazał się w 1985 w tłumaczeniu na język polski nakładem podziemnego Wydawnictwa Grup Politycznych w Warszawie.